# Амала і Камала

Амала (близько 1918 — 21 вересня 1921) і Камала (пом. 14 листопада 1929) були двома «здичавілими дівчатами» з Бенгалії, Індія, про яких стверджували, нібито вони були вирощені родиною вовків.
Їхня історія привернула значну увагу суспільства та багато обговорювалася. Тим не менш, усі відомості про них були отримані й поширені лише з одного джерела — від священника, який, за його ствердженнями, знайшов цих дівчат. Через це достовірність цієї історії викликає певні сумніви. Французький хірург Серж Ароль у своїй книзі «L'Enigme des enfants-loup» (укр. «Загадка дітей-вовків», 2007) робить висновок, що ця історія є містифікацією.

## Поява
У 1926 році Джозеф Амріто Лал Сінгх, директор місцевого сиротинцю, опублікував у калькуттській газеті «The Statesman» статтю, в якій стверджував, ніби йому передав двох дівчат чоловік, що жив у джунглях поблизу села Годамурі в окрузі Міднапур західніше Калькутти. У статті Сінгх розповів, що коли він уперше побачив цих дівчат, вони жили у своєрідній клітці біля будинку. Пізніше він стверджував, ніби особисто врятував дівчат з вовчого лігва 9 жовтня 1920 року. Він дав дітям імена і протягом десяти років вів спостереження за ними, які записував до щоденника. Цей «щоденник» являє собою розрізнені аркуші, з яких не всі датовані, але якщо викладене у ньому є правдою, то це можна вважати однією з найкраще задокументованих спроб спостереження за «дітьми джунглів» та їх реабілітації. У записі від 17 жовтня 1920 року сказано: «…мати-вовчиця, чий характер був таким лютим, а відданість — такою піднесеною. Це здивувало і вразило мене. Я був просто в захваті, побачивши, що тварина здатна на таке шляхетне почуття, що перевершує навіть людське… присвячуючи цим унікальним створінням всю любов і відданість ідеальної люблячої матері». Камалі на той час було приблизно вісім років, Амалі — близько 18 місяців.

## Поведінка і лікування
У своєму щоденнику Сінгх зазначав, що у сиротинці обидві дівчинки поводилися подібно до вовків, як це характерно для «дітей джунглів». Вони не дозволяли їх одягати, дряпали та кусали людей, відмовлялися від їжі, що піддавалася кулінарній обробці, та пересувалися на чотирьох кінцівках. Через такий спосіб ходіння в обох дівчат утворилися товсті мозолі на долонях і колінах. Дівчата вели здебільшого нічний образ життя, проявляли огиду до сонячного світла і добре бачили у темряві. Також у них спостерігалося гостре чуття нюху і значно розвинений слух.
Дівчатам подобався смак сирого м'яса, і зазвичай вони їли з миски на землі. Вони здавалися нечутливими до холоду та спеки, у них не спостерігалося проявів ніяких людських емоцій, окрім страху. Розмовляти вони не навчилися, лише по-вовчі вили уночі, ніби кликали свою «родину».
Імельда Октавія Шанклін, священнослужительниця Церкви Единства, згадувала цей випадок у своїй книзі «Чим ти є?» 1929 року: «Одного разу я чула розповідь місіонера про двох дівчат, яких було врятовано з вовчого лігва у Азії. Їх покинули немовлятами, і їх, ніби повторюючи історію малих Ромула і Рема, вигодувала вовчиця. Ці діти швидко бігали на карачках, гарчали та кусали своїх полонителів. Чоло в них було впалим, а нижня частина обличчя видавалася вперед у явній подібності до тварини-виховательки, від якої вони отримали більше материнської любові, ніж від своїх людських матерів».
За словами Сінгха, він взяв на себе тяжкий обов'язок — спробувати навчити дівчат нормальній людській поведінці. Амала померла у 1921 році від інфекції нирок. Камала проявляла ознаки журби стосовно її смерті, але після цього стала більш податливою. Зрештою вона частково призвичаїлася до домашнього виховання і перебування серед людей. Після кількох років важких зусиль вона трохи навчилася ходити прямо, хоча це давалося їй нелегко, і вона часто вважала за краще пересуватися на чотирьох кінцівках, коли їй треба було швидко кудись дістатися. Також вона вивчила декілька слів. У 1929 році Камала померла від туберкульозу.

## Полеміка
Через існування численних версій, жодна з яких не була підтверджена ніякими свідками окрім самого містера Сінгха, виникло багато суперечок стосовно правдивості цієї історії. «Міф» про дітей, вирощених вовками (див. «діти джунглів»), поширений з часів давніх праіндоєвропейців. Можливо, він походить від спроб пояснення твариноподібної поведінки покинутих дітей з вродженими дефектами.

### Недавні дослідження
За словами французького хірурга Сержа Ароля, історія Амали і Камали є найскандальнішою містифікацією стосовно здичавілих дітей. У своїй книзі «L'Enigme des enfants-loup» («Загадка дітей-вовків», 2007) Ароль наводить свої дослідження стосовно цього випадку. Уважно вивчивши архіви та раніше невідомі джерела, він дійшов наступного висновку:
- Щоденник, в якому Сінгх, за його ствердженнями, нібито писав «день за днем протягом життя двох дівчат-вовків», є фальшивим. Він був написаний в Індії після 1935 року, не менше ніж через шість років після смерті Камали (оригінальний рукопис зберігається у відділі рукописів Бібліотеки Конгресу США у Вашингтоні (округ Колумбія).
- Фотографії, на яких дві дівчинки-«вовчиці» ходять на карачках, їдять сире м'ясо і тому подібне, були зроблені в 1937 році, після смерті Амали і Камали. Насправді на світлинах зображені дві дівчини з Міднапура, які позують на прохання Сінгха.
- За словами лікаря, що працював у зазначеному сиротинці, у Камали не спостерігалося жодної з названих Сінгхом аномалій — таких як дуже гострі та довгі зуби, пересування на чотирьох кінцівках з нерухомими суглобами, нічного зору, інтенсивного блакитного відблиску очей уночі тощо[4].
- Згідно з кількома достовірними свідченнями, отриманими у 1951—1952 роках[5], Сінгх бив Камалу, аби змусити, щоб вона поводилася перед спостерігачами таким чином, як він описував.
- Ароль стверджує, що в нього зберігається листування між Сінгхом і професором Робертом М. Зінггом, в яких Зінгг висловлює свою віру у потенційну прибутковість цієї історії та просить надати йому допомогу в її публікації. Після публікації щоденника Зінгг надіслав Сінгху, якому конче були потрібні гроші на утримання сиротинця, гонорар у розмірі 500 доларів США[6].
- Зінгг повірив Сінгху на слово щодо достовірності його історії. Написана ними у співавторстві книга «Wolf-Children and Feral Man» («Діти-вовки та дика людина») викликала значну критику з боку антропологів, особливо жорстку — від Ешлі Монтегю. Доктор Зінгг дорого заплатив за те, що не перевірив самостійно достовірність розповіді Сінгха: внаслідок зазначеного скандалу Зінгга в 1942 році було звільнено з академічної посади в Денверському університеті, і налалі він більше ніколи не повертався до викладацької діяльності[7].
- Камала страждала від розладу нервового розвитку — синдрому Ретта.

Висновки Ароля згодом підтримали японські та французькі науковці.

## Згадки у мистецтві
- Книга Джейн Йолен «Діти вовка [Архівовано 18 червня 2019 у Wayback Machine.]» — це художній переказ історії Амали і Камали для юнацтва.
- Книга Джейн Йолен та Хайді Стемпл «History Mystery: The Wolf Girls [Архівовано 8 березня 2019 у Wayback Machine.]» — це дитяча науково-популярна книга за мотивами цієї історії.
- Лорд Роберт Бейден-Павелл коротко розповідає про даний випадок у шостій главі своєї книги «Нариси з Кенії» 1940 року.
- Книга Арнольда Гезелла «Вовче дитя і людське дитя» також значною мірою заснована на некритичному переказі розповіді Сінгха.